# برنهارد لانگر
برنهارد لانگر (انگلیسی: Bernhard Langer؛ زاده ۲۷ اوت ۱۹۵۷) یک گلف‌باز اهل آلمان است.